# 아디오스 노니노
《아디오스 노니노》(스페인어: Adiós Nonino→안녕히 아버지)는 탱고 작곡가 아스토르 피아졸라가 1959년 뉴욕에서 아버지 빈센티 "노니노" 피아졸라가 죽은 뒤 며칠 후 그를 추억하며 작곡한 작품이다.
이 곡은 피아졸라가 1954년 파리에서 작곡한 초기 탱고곡 《노니노》(Nonino)를 바탕으로, 리듬 부분은 유지한 채 나머지 부분을 편곡하고 추가한 작품이다. 피아졸라의 작품 중에서 가장 잘 알려져 있는 대중적인 곡 중의 하나로, 다양한 연주자가 가지각색의 편곡으로 녹음한 곡이다.
네덜란드의 왕 빌럼알렉산더르와 여왕 막시마 소레기에타의 결혼식에서 연주되며 세계적으로 유명한 작품이 되었다.